# Philippiella patagonica
Philippiella patagonica là loài thực vật có hoa thuộc họ Cẩm chướng. Loài này được Speg. miêu tả khoa học đầu tiên năm 1897.